# Barbara Pravi
Barbara Pravi (Párizs, 1993. április 10. –) francia énekesnő. Ő képviselte Franciaországot a 2021-es Eurovíziós Dalfesztiválon, Rotterdamban, a Voilà című dallal.

## Magánélete
Barbara 1993. április 10-én született Párizsban. Családja zenészekből és művészekből tevődik. Az énekesnő apai ágon szerb, anyai ágon iráni származású. Keresztneve a szerb prava (cirill betűkkel: права) szóból ered, melynek jelentése, hiteles.
Aktívan küzd a nők elleni erőszak megszüntetéséért, korábban a családon belüli erőszak áldozata volt. Gyakran közreműködött olyan zenei kezdeményezésekben, amelyek célja a nők jogainak érvényesülése.

## Zenei karrierje
2014-ben kezdte zenei karrierjét, miután találkozott Jules Jaconelli francia zenésszel. Jaconellivel dalokat kezdett komponálni. A következő évben szerződést kötött a Capitol Music France lemezkiadóval. Szakmai karrierje kezdetén a Heidi svájci film francia változatában szerepelt, majd Solange Duhamel szerepében 2016 novemberében az Un été 44 című zenés műsorban szerepelt.
2017-ben kiadta első kislemezét, ami "Pas grandir" névre hallgat. A kislemez később bekerült a saját nevén debütáló középlemezébe, amelyet a következő évben adtak ki. Szintén 2017-ben a La Sainte famille című televíziós filmben játszott, amelyet később a France 2 sugárzott 2019 decemberében. A 2018 végén az énekesnő megváltoztatta zenei stílusát. A megszokott pop dalait felváltották a hagyományos francia sanzonok.
Saját dalainak írása és komponálása mellett számos más előadónak írt, köztük Yannick Noahnak, Julie Zenattinak  és Jaden Smithnek.
2019-ben először kapcsolódott az Eurovíziós Dalfesztiválhoz, miután Igittel közösen megírták a "Bim bam toi" című dalt Carla tini énekesnőnek. A dal Franciaországot képviselte a 2019-es Junior Eurovíziós Dalfesztiválon, Gliwicében. A döntőben végül ötödik helyen végzett, de a verseny után a TikTokon nagy sikert aratott.
A "Bim bam toi" sikere után, 2020. februárjában adta ki második középlemezét, a "Reviens de l’hiver"-t.

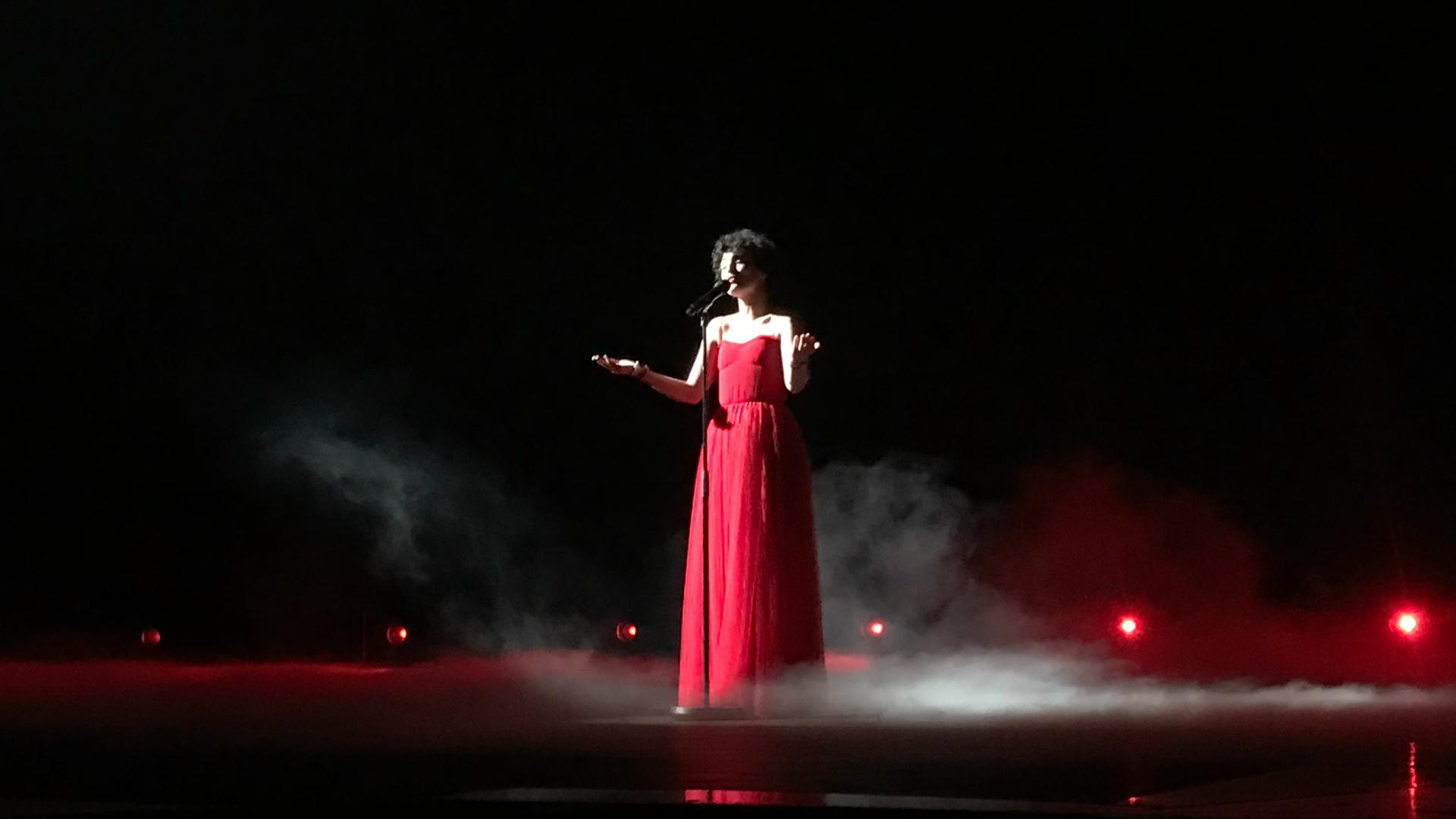
Barbara a Junior Eurovíziós Dalfesztivál színpadán

2020-ban az énekesnő és Igit megerősítették, hogy még egyszer ők szerzik a francia junior eurovíziós dalt. A J’imagine végül Valentina dala lett, aki Varsóban képviselte hazáját. A dal végül megnyerte a gyerekversenyt, így ez lett az első francia szerzemény, amely megnyerte a Junior Eurovíziós Dalfesztivált. Ugyanebben az évben bejelentették, hogy Pravi szerepelni fog az Eurovision France: c’est vous qui décidez! elnevezésű francia eurovíziós döntőben. A 2021. január 30-i adásban Voilà című dallal versenyzett, amelyet Igit mellett ő maga szerzett. Barbara megnyerte a versenyt, így ő képviselhette Franciaországot a 2021-es Eurovíziós Dalfesztiválon, Rotterdamban. Állítólag a France Télévisions már évek óta kérte a dalfesztiválon való szereplésre, de ő visszautasította a lehetőséget, mert úgy érezte, nem áll készen még rá. Mivel Franciaország tagja az automatikusan döntős „Öt Nagy“ országának, ezért a dalt az Eurovíziós Dalfesztiválon először a május 22-én rendezett döntőben versenyzett, de előtte a második elődöntő zsűris főpróbáján adták elő. A szavazás során a zsűri szavazáson összesítésben második helyen végzett 248 ponttal (az Egyesült Királyságtól, Hollandiától, Írországtól, Németországtól, San Marinótól, Spanyolországtól, Svájctól és Szerbiától maximális pontot kaptak), míg a nézői szavazáson harmadik helyen végzett 251 ponttal (Belgiumtól, Hollandiától, Portugáliától és Spanyolországtól maximális pontot kaptak), így összesítésben 499 ponttal a verseny második helyezettje lett. Utoljára harminc évvel ezelőtt, 1991-ben érték el ugyanezt a helyezést. December 19-én a Párizsban rendezett Junior Eurovíziós Dalfesztiválon ismét előadta a dalt.

## Diszkográfia

### Nagylemezek
- Barbara Pravi (2018)
- On n’enferme pas les oiseaux (2021)
- La Pieva (2024)

### Középlemezek
- Reviens pour l'hiver (2020)
- Les prières (2021)
- Les prières – racines (2021)
- Les prières – guérir (2023)

### Kislemezek
- On m'appelle Heidi
- Pas grandir (2017)
- Le Malamour (2019)
- Reviens pour l'hiver (2020)
- Chair (2020)
- Voilà (2020)
- Le jour se lève (2021)
- L'homme et l'oiseau (2021)
- Saute (2021)
- Priére pour soi (2022)
- 365 (2022)
- Lève-toi (2023)
- Bravo (2024)
- Marianne (2024)
- La Pieva (Chez Moi) (2024)
- Exister (2024)

### Közreműködések
- You Are the Reason (2018, Calum Scott)
- Debout les femmes (2018, 39 femmes)
- À Vide (2019, Molitor)
- Le temps de revenir à la vie (2020, Terrenoire)
- La fin du monde (2020, Terrenoire)
- Les nouveaux rêves (2022, Florent Pagny)
- Les eaux qui me gardent (2023, Salvador Sobral)
- Homme (2024, Coline Rio, Camille, Clou, Emily Loizeau, La Chica, Laura Cahen, Nach, Poppy Fusee, Raphaële Lannadére)